# Phablo Alves Vieira

## Phablo Alves Vieira
Jornalista, pesquisador e educador brasileiro, natural de Caratinga, Minas Gerais. Sua atuação transita entre a prática jornalística, a pesquisa acadêmica e a docência, com ênfase em comunicação, infância e psicologia, especialmente na análise da influência das plataformas digitais na formação de crianças.
Phablo é graduado em Jornalismo pela Universidade Federal de Ouro Preto (UFOP), onde também cursa mestrado em Comunicação. Suas pesquisas Científicas explora a interseção entre comunicação, desenvolvimento infantil e psicologia, com foco em como o ambiente digital molda a subjetividade de crianças e adolescentes, com um maior foco sob a pespectiva dos influenciadores mirins.

### Atuação Profissional
Repórter e comunicador, desenvolvendo trabalhos em mídias televisivas e digitais. Sua experiência inclui cobertura jornalística, produção de conteúdos educativos e participação em projetos que investigam o impacto das redes sociais sobre o comportamento e desenvolvimento infantil.

### Pesquisa Acadêmica
Em sua monografia de graduação, intitulada "A adultização infantil e a forte presença de influenciadores mirins em plataformas digitais sociais: um caso no Instagram", Phablo analisou a adultização infantil dentro do Instagram e como esse processo afeta seu desenvolvimento. Suas pesquisas combinam perspectivas da comunicação e da psicologia para compreender a constituição de sujeitos na infância digital.
1. ↑  Vieira, Phablo Alves (2023). «A adultização infantil e a forte presença de influenciadores mirins em plataformas digitais sociais : um caso no Instagram». Consultado em 19 de agosto de 2025
2. ↑  buscatextual.cnpq.br https://buscatextual.cnpq.br/buscatextual/visualizacv.do?id=K2095484D9&tokenCaptchar=0cAFcWeA6CPkCsOqVMC0GWY9TfWqEw5wrXPQAOqaGEW2UQPEP1RrRk_xGvKBkpnma4HZBByp8DbyfNLemu_73hzPAhb7S-knBJ-WVd77tahRXMcXPJXroF2Dt0XKLhNUoctcoXcCztBIrazlmdpFKyJBX_ZNS3uAELKwfaig5pMxSp47wlai3IougCf0YrIJbgZDqz3c6GAp84GB6x93Vu6x6T8QF5tbi4HgohshBPqBpLFVMFXJs1NGWT8Jqsv51xso5H1ysHmMwrUbEnM3pi2LDtL9wibCZNUUQGj-rgBZByvy6JJ2eRowsydSvc7LU13EirFIKB0ehTh-REpXE3C3BYD28uulIHwsPNIDgLCKLmZ4hM7HxWoQOX1w7mkJQFaRxuHq5MtzmbykFUCdRGdzsCySa1HBof9_8VNMcEReLhb37zmha4OfuJNSiHxfYQP7uK2eFFbP6JtjMKxre5ahnRxQjxZ42ylXkmFZQe3ipbn7gdotJ4Csn07BEC-kon2CwPhVDR-tCPKggyP9nlw8wVO_zi1mT7-WKNwz5JIr657N3jIPP4JG6u-oG9onSAcYMNu6BFjj07IfNB2-jSsmXLk0kDtxdzzg9rlVgbXxg5--5JNQxCkY1ZjwbDgcYEeUy0A4XVA70NiElQOu19mW_-JROkTAhEXP-QZGPJ1Y5ZJtT_pO2dI1hVSVzlDf9ekV1fTnz5KtfBSohnd28F2xGIGiG4EkdVbjsJXH8H4Jti6Fe9Q2v-qBGlvgyveKZrOB60sCAwH_8vrsLqgbJdmPR9uWOvmGCHwQ. Consultado em 19 de agosto de 2025 Em falta ou vazio |título= (ajuda)
3. ↑  Vieira, Phablo Alves (2023). «A adultização infantil e a forte presença de influenciadores mirins em plataformas digitais sociais : um caso no Instagram». Consultado em 19 de agosto de 2025